# Irbich
Irbich är ett vattendrag i Luxemburg.   Det ligger i distriktet Diekirch, i den norra delen av landet, 50 kilometer norr om huvudstaden Luxemburg.
I omgivningarna runt Irbich växer i huvudsak blandskog. Runt Irbich är det ganska glesbefolkat, med 35 invånare per kvadratkilometer.